# Meerle
Meerle est une section de la ville belge de Hoogstraten située en Région flamande dans la province d'Anvers. C'était une commune à part entière avant la fusion des communes de 1977.

## Démographie

### Évolution démographique
- Sources : INS, Rem. : 1831 jusqu'en 1970 = recensements, 1976 = nombre d'habitants au 31 décembre[2].

## Personnalités liées à la commune
- Charles van Rysselberghe (1850-1920), architecte
- Jozef Jespers (1895 - 1967), homme politique
- Jef van der Heyden (1926 - 2011), metteur en scène et écrivain néerlandais
- Guillaume Van Tongerloo (1933), coureur cycliste
- Georges Dupret, résistant contre le nazisme
- Clara Voortman (1853-1026), artiste